# WWF Raw (videogioco)
WWF Raw (chiamato in modo informale negli spot pubblicitari e nel materiale pubblicitario RAW is WAR) è un videogioco di tipo picchiaduro sul wrestling professionistico uscito nel 1994 sulle console SNES, Sega Mega Drive 32X, Sega Mega Drive, Game Boy e Game Gear, pubblicato da LJN. Prende il nome dallo show WWE Raw. Fa parte della trilogia composta insieme a WWF Super WrestleMania e WWF Royal Rumble.

## Modalità di gioco
WWF Raw introduce delle nuove mosse personali per ogni lottatore, cosa mai vista nei capitoli precedenti. Nel gioco sono state aggiunte delle nuove mosse come la DDT, la Fallaway slam e vari tipi di suplex. Come nei capitoli precedenti i lottatori si differenziano per velocità, forza, resistenza e peso.
Il gioco prevede un sistema di "Tiro alla fune", chiamato in inglese Tug-of-war, per aumentare la potenza della mossa che si sta usando in quel preciso momento. Per aumentare tale potenza si dovrà premere ripetutamente il tasto assegnato dalla console e più si premerà e più si avrà la possibilità di sfinire l'avversario per poi provare la mossa finale per chiudere l'incontro.
I giocatori possono giocare a: Uno-contro-Uno, Tag Team Match, Bedlam, Survivor Series, Royal Rumble o a Raw Endurance Match.

### Uno contro Uno
In un match "Uno-contro-Uno", due lottatori (un giocatore contro il computer o due giocatori) si scontrano in un faccia a faccia. Sono disponibili anche le variazioni Brawl Match, One Fall Match e Torneo. Le regole del One Fall Match sono quelle standard cioè per vincere bisogna schienare l'avversario, farlo cedere o deve rimanere fuori dal ring per 10 secondi. Nel Brawl Match bisogna sfinire l'avversario per vincere. In un Torneo, un giocatore deve battere una serie di lottatori in una serie di One Fall Match per aggiudicarsi la cintura.

### Tag Team Match
Un match "Tag team" è composto da due squadre di due lottatori (i giocatori possono decidere se stare o insieme in coppia per fronteggiare il computer o sfidare l'uno contro l'altro in coppia con il computer). Ogni volta che un giocatore si stanca può chiedere il cambio al proprio compagno. Il giocatore se afferra l'avversario e si avvicina al suo compagno può fare una mossa combinata. Anche qui sono disponibili le modalità One Fall Match, Brawl Match e il Torneo identiche a quelle dell'Uno-contro-Uno con la differenza del lottatori sul ring.

### Bedlam
Un match "Bedlam" è simile ad un Tag Team Match, con la differenza che la coppia può stare sul ring insieme invece di aspettare sulle corde come nel Tag Team Match (essenzialmente lo potremmo chiamare anche un "Tornado" Tag Team match). Una squadra deve sconfiggere entrambi i membri della squadra avversaria per vincere la partita.

### Survivor Series
Un match "Survivor Series" è simile ad un Tag Team Match, con la differenza che la squadra è composta da ben quattro elementi. Anche lo stile di eliminazione è differente dal Tag Team Match infatti il match si può considerare vinto solo quando si è battuto ogni membro della squadra avversaria per via schienamento, sottomissione, contout o squalifica. Solo un lottatore può salire sopra il ring ma può chiedere il cambio in qualsiasi momento.

### Royal Rumble
La "Royal Rumble" inizia con due lottatori sul ring e mano a mano entrano altri lottatori che salgono sopra al ring per arrivare ad un massimo di 6 lottatori alla volta. Al momento che un lottatore verrà eliminato dal match (bisognerà buttare il lottatore fuori dal ring) entrerà un nuovo avversario. Il match finirà quando sopra al ring ne rimarrà soltanto uno alla fine del match ci sarà una speciale classifica con il tempo per quanto tempo si è rimasti sopra il ring e i nomi degli avversari eliminati.

### Raw Endurance Match
Un match "Raw Endurance" è un mix fra un match Bedlam un match Survivor Series. Il giocatore sceglie il suo wrestler e in più altri cinque compagni. La scelta dei compagni è facoltativo, nel senso che il giocatore può scegliere di giocare un handicap match 6 contro 1. La prima squadra che elimina tutti i membri delle altre squadre vince il match.

## Roster
Versioni SNES e SEGA
- 1-2-3 Kid
- Bam Bam Bigelow
- Bret Hart
- Diesel
- Doink the Clown
- Kwang
- Lex Luger
- Luna Vachon
- Owen Hart
- Razor Ramon
- Shawn Michaels
- The Undertaker
- Yokozuna

Versione Game Boy
- Bret Hart
- Diesel
- Doink the Clown
- Lex Luger
- Razor Ramon
- Shawn Michaels
- The Undertaker
- Yokozuna

Versione Game Gear
- Bam Bam Bigelow
- Bret Hart
- Crush
- Diesel
- Lex Luger
- Randy Savage
- Razor Ramon
- Shawn Michaels
- The Undertaker
- Yokozuna